# Jean-Philippe Maurer
Pour les articles homonymes, voir Maurer.
Jean-Philippe Maurer, né le 7 juillet 1960 à Strasbourg (Bas-Rhin), est un homme politique français.

## Biographie
Jean-Philippe Maurer est le suppléant du député Marc Reymann de 2002 à 2007. Il est élu député de la 2e circonscription du Bas-Rhin en 2007. Il est battu par le candidat PS Philippe Bies lors des élections législatives de 2012.  
Il est réélu conseiller municipal et de l'Eurométropole de Strasbourg en 2020. 
Il est réélu conseiller d'Alsace du Canton de Strasbourg-6 en 2021. 

### Mandat national
- 2007-2012 : Député de la 2e circonscription du Bas-Rhin

### Mandats départementaux
- 1998-2004 : Conseiller général du Bas-Rhin
- 2004-2011 : Conseiller général du Bas-Rhin. Président de la commission Ville, Cohésion Urbaine, Logement, Jeunesse.
- 2011-2015 : Conseiller général du Bas-Rhin et Vice-président du conseil départemental. Président de la commission économie emploi tourisme
- 2015-2021 : Conseiller départemental du Bas-Rhin et vice-président du conseil départemental. Président de la commission territoriale de l'Eurométropole de Strasbourg
- Depuis 2021 : Conseiller d'Alsace et vice-président de la Collectivité Européenne d'Alsace. Président de la commission mobilités et réseaux.

### Mandats Municipaux
- Depuis 2014 : Conseiller municipal et conseiller de l'Eurométropole de Strasbourg